# Carex macrostigmatica
Carex macrostigmatica är en halvgräsart som beskrevs av Georg Kükenthal. Carex macrostigmatica ingår i släktet starrar, och familjen halvgräs. Inga underarter finns listade i Catalogue of Life.